# Ivar Michal Ulekleiv
Ivar Michal Ulekleiv, né le 22 mai 1966 à Dombås, est un biathlète norvégien. 

## Biographie
Aux Championnats du monde 1991, il gagne la médaille d'argent à la course par équipes avec Sverre Istad, Jon Åge Tyldum et Frode Løberg.
En 1994, il réalise sa meilleure performance en Coupe du monde à Ruhpolding, où il est septième du sprint, avant de participer aux Jeux olympiques de Lillehammer, où il est notamment 14e du sprint.

## Palmarès

### Jeux olympiques d'hiver
| Épreuve / Édition   | Individuel | Sprint | Relais |
| ------------------- | ---------- | ------ | ------ |
| JO 1994 Lillehammer | -          | 14e    | 7e     |

Légende :
- — : pas de participation à l'épreuve.

### Championnats du monde
| Épreuve / Édition       | individuel | Sprint | Relais | Course par équipes       |
| Mondiaux 1989 Feistritz | -          | -      | -      | 11e                      |
| Mondiaux 1991 Lahti     | -          | -      | -      | Médaille d'argent, monde |
| Mondiaux 1993 Borovets  | -          | 21e    | -      | 12e                      |

Légende :

 : deuxième place, médaille d'argent

— : pas de participation à cette épreuve

### Coupe du monde
- Meilleur classement général : 41e en 1993.
- Meilleur résultat individuel : 7e.
- 3 podiums en relais : 1 deuxième place et 2 troisièmes places.

#### Classements annuels
| Année | Classement général final |
| 1989  | 69e                      |
| 1990  | 66e                      |
| 1993  | 41e                      |
| 1994  | 48e                      |